# Roseto Capo Spulico
Roseto Capo Spulico község (comune) Olaszország Calabria régiójában, Cosenza megyében.

## Fekvése
A megye északkeleti részén fekszik, a Jón-tenger partján. Határai: Amendolara, Montegiordano és Oriolo.

## Története
A települést a 13. században alapították a tengerpartról magasabb, védhető helyre átköltöző Pietra di Rosetó-i lakosok.

## Népessége
A népesség számának alakulása:

## Főbb látnivalói
- Castello (vár)
- Madonna dell’Immacolata-templom
- Santa Maria della Consolazione-templom